# Cos de Recollida d'Intel·ligència de Combat
El Cos de Recollida d'Intel·ligència de Combat (en hebreu: חיל האיסוף הקרבי) és una unitat militar tàctica de les forces terrestres de les FDI, la seva missió és la recol·lecció d'intel·ligència militar en el camp de batalla.
Degut a la necessitat d'aplegar informació d'intel·ligència en els camps de batalla, es mantenen les unitats d'informació de camp, que s'ocupen de la vigilància, el reconeixement militar, la recopilació d'informació, la neutralització de la intel·ligència enemiga i el contraespionatge.
A l'escola d'intel·ligència de camp, els soldats reben una intensa instrucció militar prèvia en tàctiques de combat per a la infanteria, i a continuació, porten a terme cursos de formació especialitzats: en el camp de la navegació, l'observació, l'exploració del terreny, el reconeixement militar, l'art del camuflatge, les diferents arts marcials i les tàctiques de les forces especials. Tot seguit, els soldats son destinats a les diferents unitats de recol·lecció d'intel·ligència, que estan escampades per tot el país.
El Cos de Recollida d'Intel·ligència de Combat, fa servir diversos mètodes i sistemes d'observació, per tal de fer efectiva la recol·lecció de dades, la detecció de possibles amenaces, i el monitoratge de sospitosos; entre ells cal esmentar: 
Globus aerostàtics, sistemes de vigilància, sensors biomètrics, càmeres de seguretat, vehicles aeris no tripulats, sistemes de seguiment i localització d'objectius militars.